# Barberey-Saint-Sulpice
Barberey-Saint-Sulpice é uma comuna francesa na região administrativa de Grande Leste, no departamento de Aube. Estende-se por uma área de 9,36 km². Em 2010 a comuna tinha 1 522 habitantes (densidade: 162,6 hab./km²).